# Чорнобаївський районний краєзнавчий музей
Чорнобаївський історико-краєзнавчий музей — освітньо-культурний заклад у смт Чорнобаї, де зібрано матеріали та предмети з історії, побуту та культури Чорнобаївщини. Філія Черкаського обласного краєзнавчого музею.  

## Загальні дані
Чорнобаївський історико-краєзнавчий музей розташований у невеликому ошатному будиночку в смт Чорнобай, на вул. Центральній, 155а.
Музей працює: щоденно з 9:00 до 17:00, вихідні дні — субота і неділя; остання п'ятниця місяця — санітарний день.
Директор музейного закладу — Антонович Людмила Станіславівна. 

## Історія
Краєзнавчий музей у Чорнобаї було створено у 1960-х роках, для відвідувачів заклад відкрився у 1969 році. 
Нині (2000-ні) музей діє на правах філіалу Черкаського обласного краєзнавчого музею.
У 2006 році Чорнобаївський музей взяв участь у Всеукраїнській акції «Музейна подія 2006», у 2008 році — у конкурсі Фонду Посла США зі збереження історичних пам'яток.
1 березня 2021 року змінилася назва установи з КЗ «Чорнобаївський районний краєзнавчий музей» на КЗ «Чорнобаївський історико-краєзнавчий музей», директором музею стала Антонович Людмила Станіславівна.

## Експозиція, фонди, діяльність
Експозиція Чорнобаївського районного краєзнавчого музею складається з 6 відділів і виставки голограм та картин, в яких знаходиться 1 115 експонатів. 
Архівний підрозділ музею — фондосховище, де зберігається 3 083 одиниці документів, у тому числі 523 — писемні, 2 557 — фото і 3 — фонодокументи.
Працівники Чорнобаївського краєзнавчого музею стали лауреатами Всеукраїнської історико-етнографічної експозиції «Україна вишивана» за дослідницько-пошуковий проєкт «Мережаний світ Чорнобаївщини», вони підготували та розробили проєкт реставрації кінного двору князів Кантакузіних-Сперанських та видавництва книги князя М. М. Кантакузіна-Сперанського «Сага про Кантакузіних».